# Tour della nazionale maschile di rugby a 15 delle Figi 1970
La nazionale di rugby XV figiana si recò in tour due volte nel 1970, la prima volta in Nuova Zelanda, la seconda nell'Emisfero Nord.

## Tour in Nuova Zelanda
Nessun test match, solo due match con Maori e Junior All Blacks.
| Gisborne 8 luglio 1970 | Poverty Bay | 3 – 11 | Figi XV |  |

| Whangarei 11 luglio 1970 | North Auckland | 17 – 6 | Figi XV |  |

| Papakura 15 luglio 1970 | Counties | 13 – 6 | Figi XV | (Massey Park) |

| Dunedin 18 luglio 1970 | Otago | 9 – 17 | Figi XV |  |

| Invercargill 22 luglio 1970 | Southland | 6 – 9 | Figi XV |  |

| Arbitro: | KC Gawn |

| |            | |
| c.p.: Ken Goin 3-0 meta B.Koopu (6-0) meta JJ Gillet tr. Ken Going (11-3) | Marcatori  | (6-3) meta Nalatu (11-6) meta Bolawaqatabu |
| 15.Ken Going 14.BM Koopu, 11.Brian Going 13.VP Winitana, 12.MR Parkinson 10.Mac Herewini (capt), 9.JJ Rogers 8.L Haddon, 7.T Marriner, 6.N Toki 5.JJ Gillett, 4.R Lockwood 3.W Rowlands , 2.Tane Norton, 1.JJ Joseph sostituti: J Maniapoto ,K Carrington D Selby,M Mohi | Formazioni | 15.Rasiosateki, Petero 14.Robe, Aporosa , 11.Daunitutu, Suliasi 13.Vola, Setareki , 12.Nasova, Josateki 10.Raikuna, Jone , 9.Ratuveilawa, Nemesio 8.Tukana, Ulaiasi , 7.Walisolisoli, Severo , 6.Cavu, Suliasi 5.Soqosoqo, Aca , 4.Naucabalavu (Snr), Jope 3.Toga, Sela , 2.Nadredre, Adriu , 1.Naucabalavu, Joeli |

| Wanganui 29 luglio 1970 | Wanganui | 14 – 26 | Figi XV |  |

| Arbitro: | D. Millar |

| |            | |
| 15.RN Lendrum 14.MG Duncan, 11.JS McLachlan 13.GR Newlands, 12.OD Bruce 10.MRS Natusch, 9.B McL Gemmell 8.PG Anderson, 7.LE Bennett, 6.RH Graig 5.GE Falconer, 4.TA Julian 3.AM McNaughton, 2.FJ Oliver (capt), 1.G.Prendergast sostituti: CJ Read,AI Scown HJ Paewai, Vernon Winitana | Formazioni | 15.Naqelevuki, Samu 14.Tikoisuva, Pio , 11.Nalatu, Kiniviliame 13.Buli, Vinaiya , 12.Barley, George 10.Nasave, Senitiki , 9.Rabele, Napolioni 8.Ravouvou, Nasivi , 7.Bolawaqatabu, Epi , 6.Kurisaru, Meli 5.Naucabalavu (Snr), Jope , 4.Naucabalavu (Jnr), Jope 3.Qoro, Jona , 2.Racika, Atonio , 1.Sovau, Josateki |

| Rotorua 5 agosto 1970 | Bay of Plenty | 14 – 8 | Figi XV |  |

| Arbitro: | A. Taylor |

| |            | |
| 15' meta Ken Going (3-0) 33' meta Winitana (6-0) 76' dop Ken Going (9-9) | Marcatori  | 6-5 52' 65' meta Qoro (6-9) meta Radrodro |
| 15.Ken Going 14.M Koopu, 11.Brian Going 13.VP Winitana, 12.MR Parkinson 10.Mac Herewini (capt), 9.I Rogers 8.L Haddon, 7.T Marriner, 6.N Toki 5.JJ Gillett, 4.R Lockwood 3.W Rowlands , 2.R Norton, 1.J Josephs sostituti: HJ Paewai,KR Carrington M Marriner,F Walker H Maniapoto | Formazioni | 15.Naqelevuki, Samu 14.Tikoisuva, Pio , 11.Radrodro, Josateki 13.Nalatu, Kiniviliame , 12.Nasave, Senitiki 10.Barley, George , 9.Sikivou, Semesa 8.Bolawaqatabu, Epi , 7.Tuisese, Ilaitia , 6.Kurisaru, Meli 5.Naucabalavu (Snr), Jope , 4.Ravouvou, Nasivi 3.Sovau, Josateki , 2.Racika, Atonio , 1.Qoro, Jona sostituti: Rabele, Napolioni ,Bainimara, Isimeli Nasalo, Peniasi ,Naucabalavu (Jnr), Jope |

## Tour nell'Emisfero Nord
| Exeter 7 ottobre 1970 | Devon & Cornwall | 3 – 17 | Figi XV |  |

| Gloicester 10 ottobre 1970 | Gloucestershire & Somerset | 25 – 13 | Figi XV | Kingsholm |

| Coventry 14 ottobre 1970 | Midland Counties West | 16 – 16 | Figi XV |  |

| Fylde (borough) 17 ottobre 1970 | North-west Counties | 6 – 11 | Figi XV |  |

| Portsmouth 18 ottobre 1970 | Combined Services | 6 – 11 | Figi XV |  |

| Bradford 21 ottobre 1970 | North Eastern Counties | 14 – 6 | Figi XV |  |

| Arbitro: | T Grierson |

| |            | |
| mete: Spencer, Duckham c.p. JPR Williams | Marcatori  | mete: Visei Nsave, Batibasaga Tuisese, Ravouvou Qoro, Racika trasf. Batibasaga 4 |
| 15.JPR Williams (capt) 14.A. Duggan, 11.KJ Fielding 13.JS Spencer, 12.DJ Duckham 10.P Bennett, 9.G Edwards 8.DL Quinnell, 7.J. Slattery, 6.RJ Arneil 5.AM Davis, 4.WD Thomas 3.B Llewelyn, 2.FAL Laidlaw, 1.PJO Callaghan | Formazioni | 15.Visei, Josaia 14.Latilevu, Ravuama , 11.Tikoisuva, Pio 13.Nasave, Senitiki , 12.Vukula, Petaia 10.Barley, George , 9.Batibasaga, Isimeli 8.Toga, Sela , 7.Tuisese, Ilaitia , 6.Nabobo, Ilai 5.Ravouvou, Nasivi , 4.Naucabalavu (Snr), Jope 3.Qoro, Jona , 2.Racika, Atonio , 1.Sovau, Josateki |

| Cambridge 28 ottobre 1970 | Università di Cambridge | 12 – 8 | Figi XV | (Grange Road) |

| Londra 31 ottobre 1970 | London Counties | 22 – 0 | Figi XV | (Twickenham) |

| Oxford 4 novembre 1970 | Università di Oxford | 3 – 8 | Figi XV | Iffley Road |

| Leicester 7 novembre 1970 | Midland Counties East | 14 – 24 | Figi XV |  |

| Bournemont 11 novembre 1970 | The South | 10 – 8 | Figi XV | Athletic Stadium |

| Londra 14 novembre 1970 | Inghilterra U25 | 15 – 11 | Figi | (Twickenham) |

| Cardiff 21 novembre 1970 | Galles U.25 | 8 – 6 | Figi | Arms Park |

| New York 24 novembre 1970 | Metropolitan | 12 – 11 | Figi XV |  |

| Burnaby 28 novembre 1970 | Canada | 17 – 35 | Figi |  |